# Сула (притока Дніпра)
Сула́ — річка в Україні, в межах Сумської області (Сумський та Роменський райони), Полтавської області (Миргородський, Лубенський, Кременчуцький р-ни) та Черкаської області (Золотоніський район). Ліва притока Дніпра (басейн Чорного моря).

## Опис

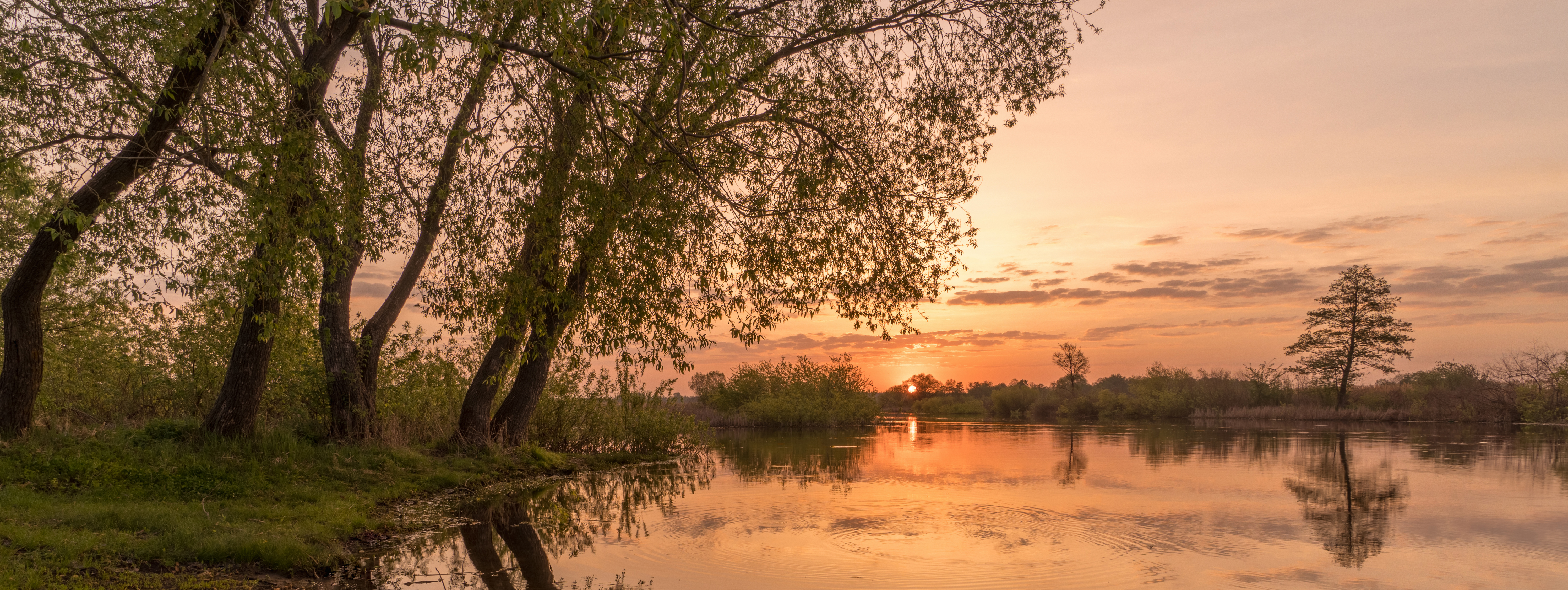
Річка Сула у Нижньосульському НПП

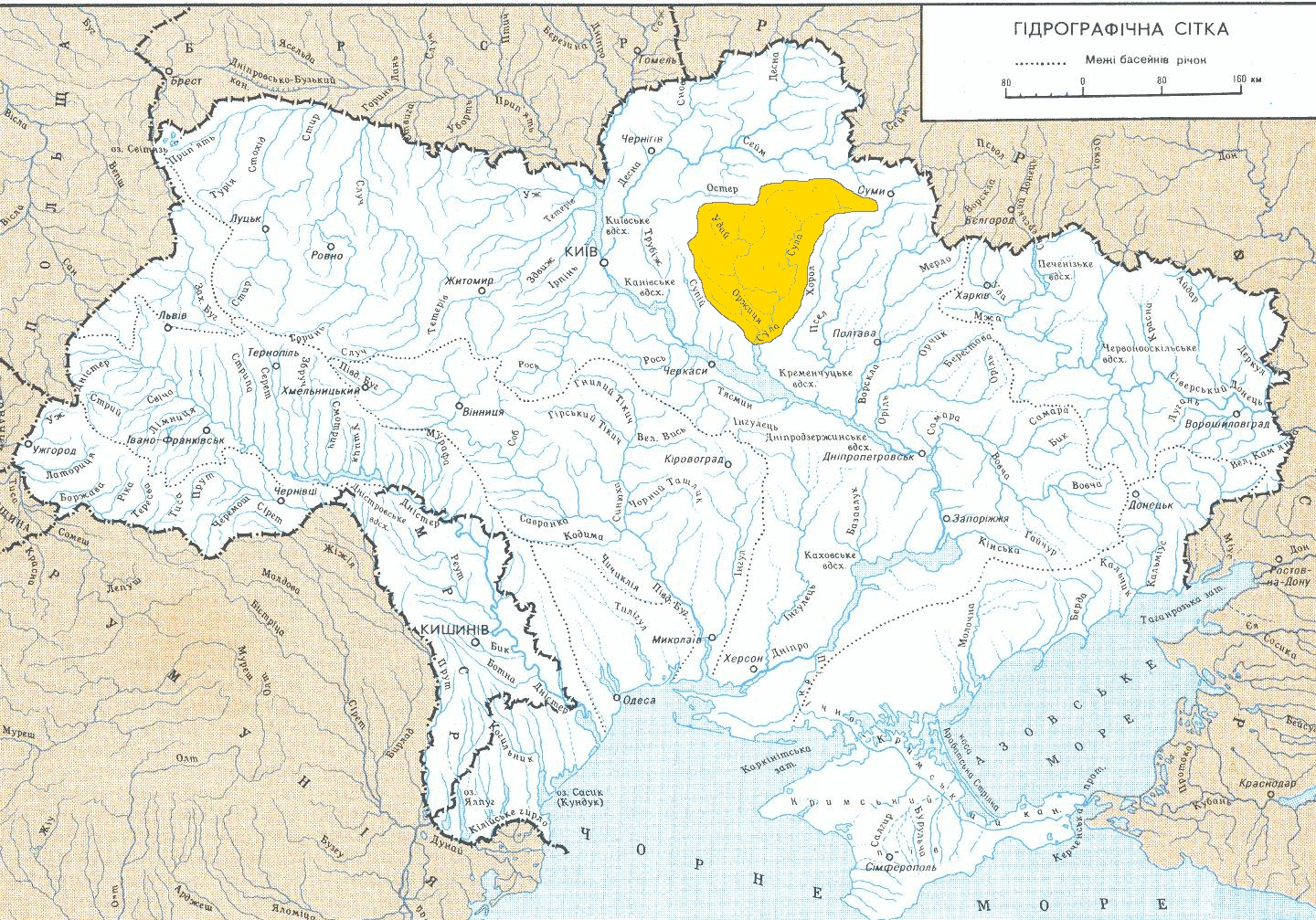
Басейн річки Сула на гідрографічній мапі України

Довжина річки 363 км, площа басейну 19 600 км². Долина трапецієподібна, часто асиметрична; її ширина від верхів'я до пониззя поступово зростає від 0,4—0,5 км до 10—11 км (найбільша — 15 км), лише на ділянці між гирлами Лохвиці та Удаю долина звужується до 4 км. Річище на всій протяжності звивисте, подекуди розгалужене, його пересічна ширина 10—75 м (на плесах до — 250 м), глибина пересічно 1,5—2 м. Заплава частково заболочена, є торфовища. Похил річки 0,2 м/км. Основне живлення — снігове. Замерзає у грудні, скресає з кінця березня — на початку квітня. Середня багаторічна витрата води р. Сула (м. Лубни) становить 29,5 м³/с. Мінералізація води змінюється протягом року: весняна повінь — 659 мг/дм³; літньо-осіння межень — 812 мг/дм³; зимова межень — 871 мг/дм³. Використовується для водопостачання; багата на рибу; в нижній течії (від Лубен) судноплавна. Є водосховища і чимало ставків.

## Розташування
Сула бере початок на південно-західних схилах Середньоруської височини, далі протікає Придніпровською низовиною. Тече спершу на захід, згодом поступово повертає на південний захід і південь. На проміжку від гирла Лохвиці до міста Заводське річка тече на схід, після чого різко повертає на південний захід; у пригирловій частині тече на південь. Впадає до Дніпра (у Кременчуцьке водосховище) на захід від села Дем'янівки.

## Основні притоки
Праві: Терн, Хусь, Бишкінь, Хмелівка, Борозенка, Ромен, Лозова, Рашівка, Олава, Бугайчиха, Голенька, Лохвиця, Сулиця, Удай, Сліпорід, Оржиця, Булатець
Ліві: Сулка, Вільшанка, Попадя, Трокмашівка, Дригайлиха, Бобрик, Багачка, Артополот, Солониця, Бодаква.

## Великі населені пункти над Сулою
Недригайлів, Ромни, Заводське, Лубни.

## Природоохоронні території
- Верхньосульський заказник
- Біловодський заказник
- Середньосульський заказник
- Артополот
- Великоселецький заказник
- Плехівський заказник
- Нижньосульський національний природний парк

## У мистецтві
У творчості Євгена Гребінки є байка Рибалка, у якій в алегоричній формі йдеться про Оржицю та Сулу. «Слово про похід Ігорів, Ігоря Святославича, внука Олегового» містить згадку [Архівовано 28 жовтня 2018 у Wayback Machine.] про Сулу: «Коні іржуть за Сулою, Дзвенить слава в Києві, Труби трублять в Новгороді, Стоять стяги в Путивлі».

## Сула на відео
- Річка Сула.